# Kremenchuk
Kremenchuk ou Kremenchug (em ucraniano:  Кременчук, Kremenchuk, em russo:  Кременчуг, Kremenchug, em polonês/polaco:  Krzemieńczuk) é uma cidade localizada no centro da Ucrânia,  no raion de mesmo nome, na Oblast de Poltava. Compreende as áreas de Avtozavodsky e Kryukiv. Localizado no Rio Dniepre. Tem uma população de cerca de 200 mil pessoas.
A cidade foi fundada provavelmente em 1571. Antes de 1654, parte da Polônia, pertenceu administrativamente à Voivodia de Quieve. Em 1596, os poloneses construíram um castelo na cidade. A partir de 1667 tornou-se parte da Rússia, de 1922 parte da União Soviética, e de 1991 em diante localiza-se no território da Ucrânia.

## Imagens

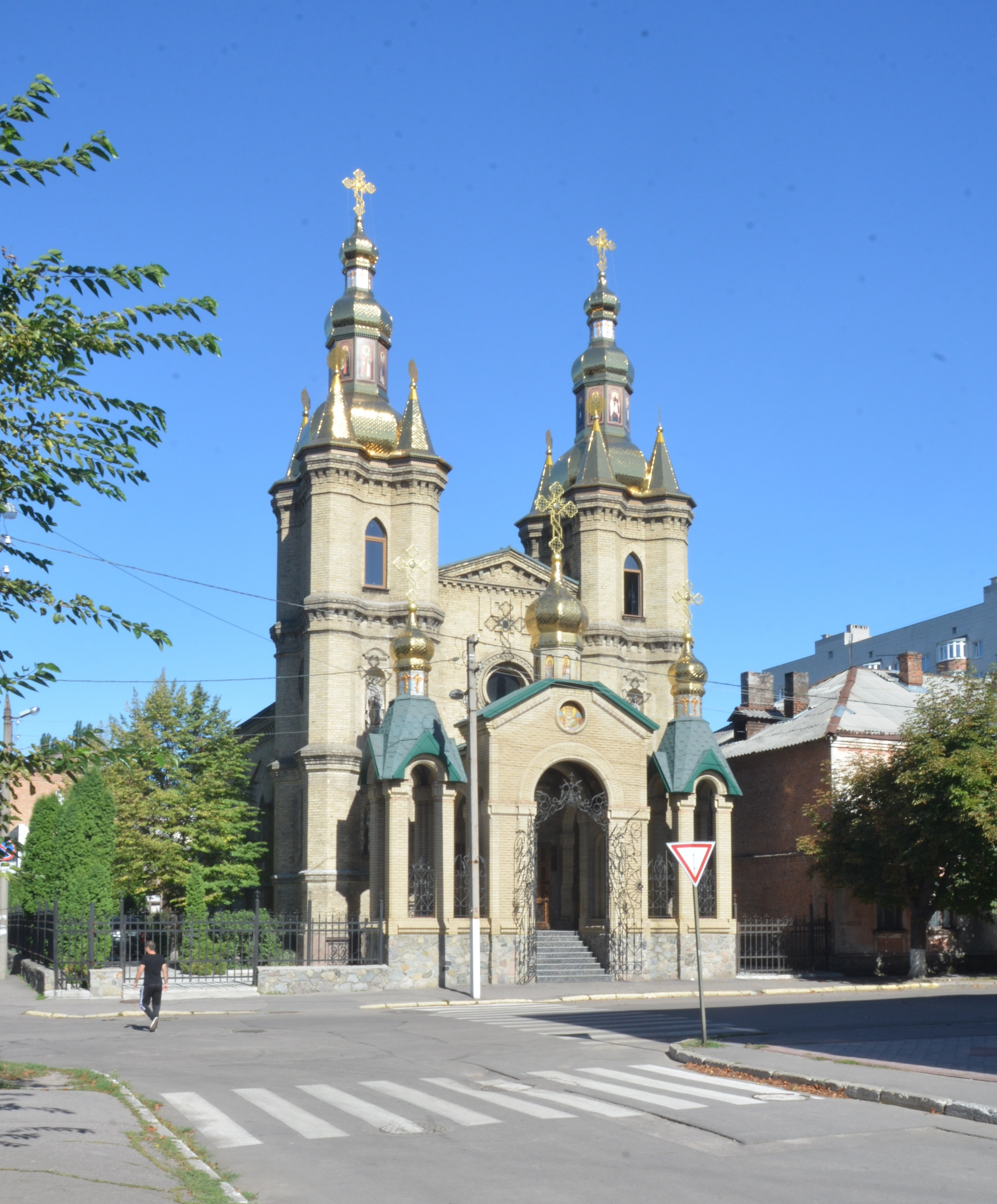
Igreja Católica de São Nicolau
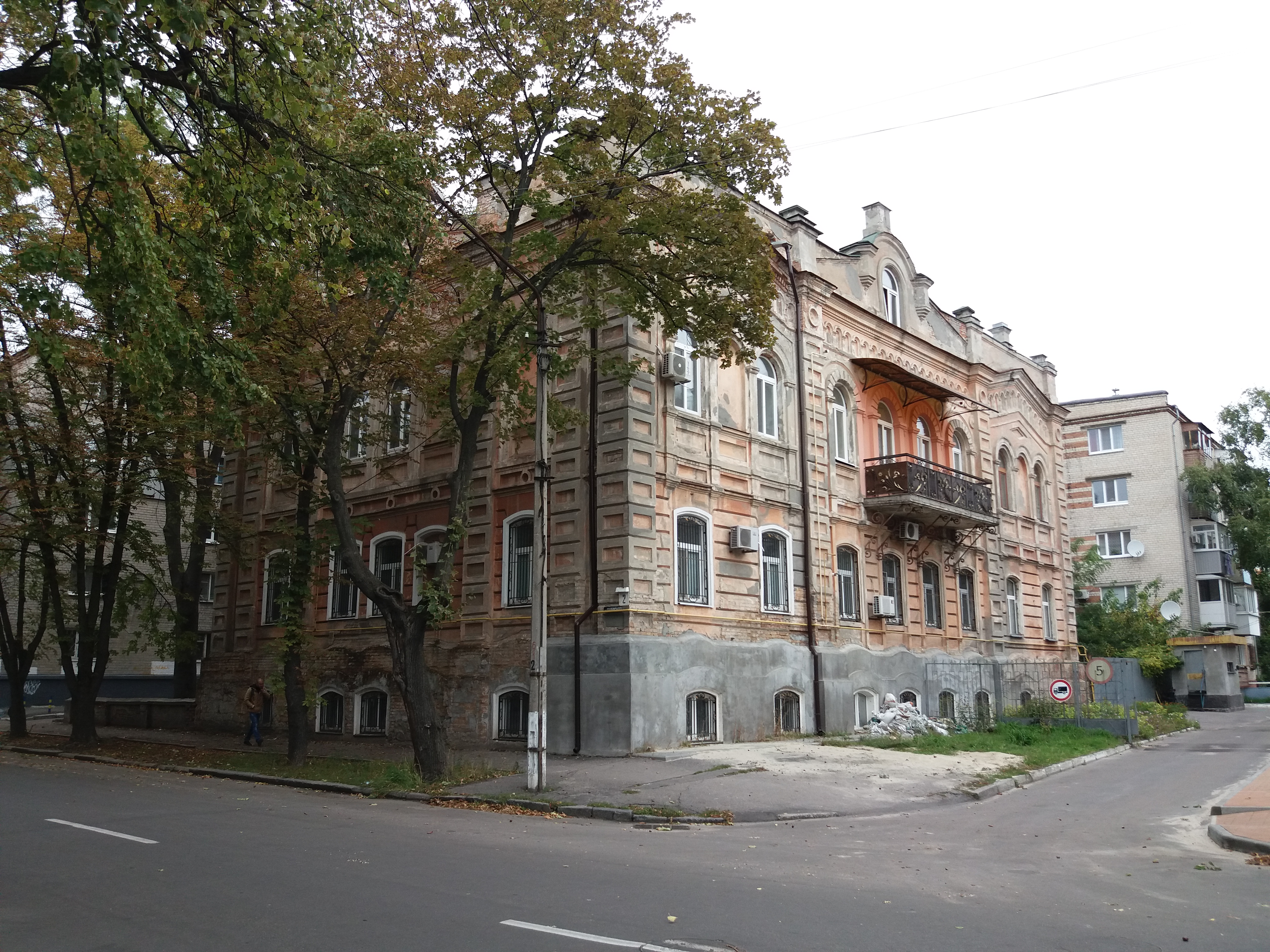
Antigo assento de zemstvo
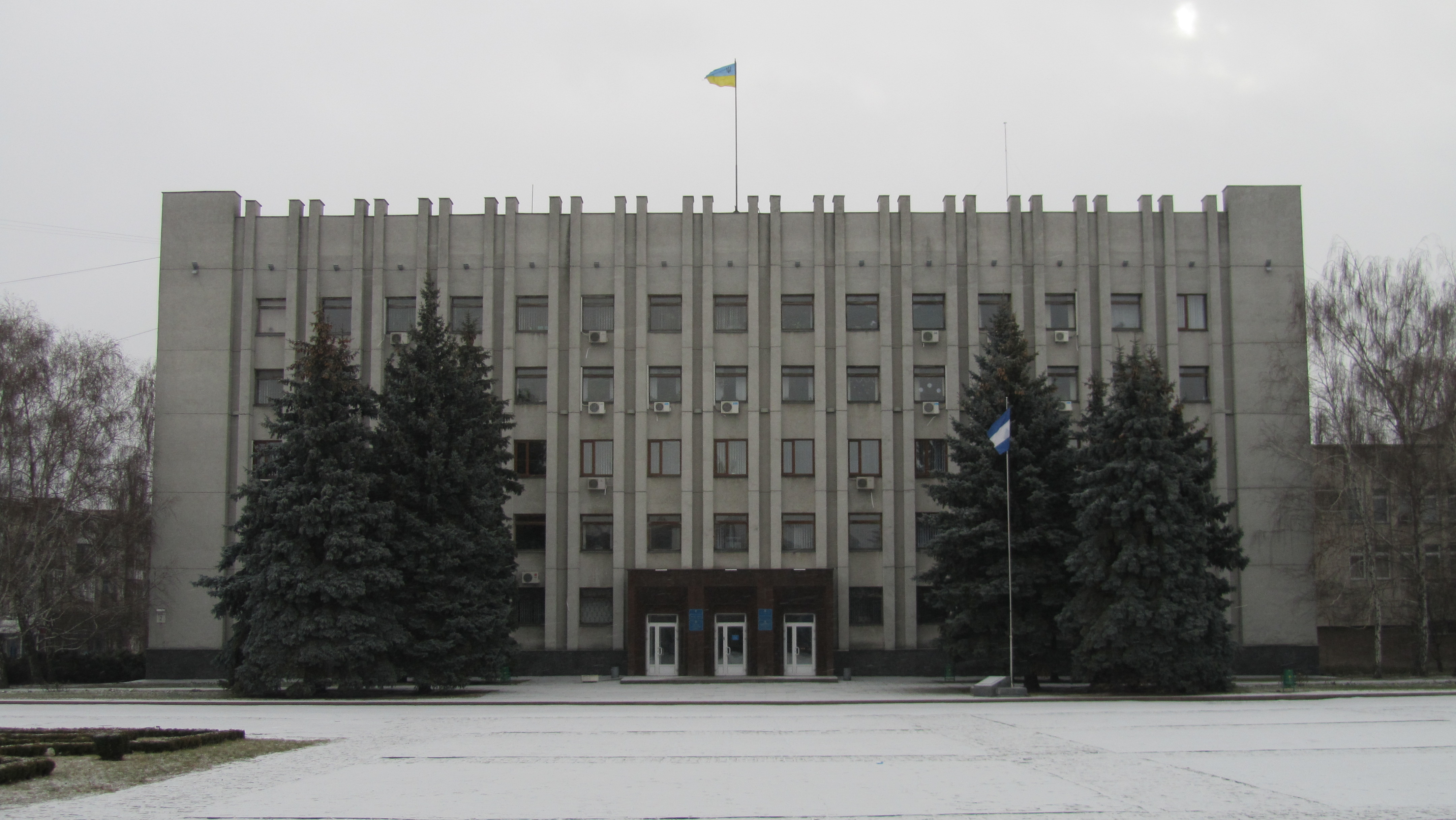
Câmara Municipal
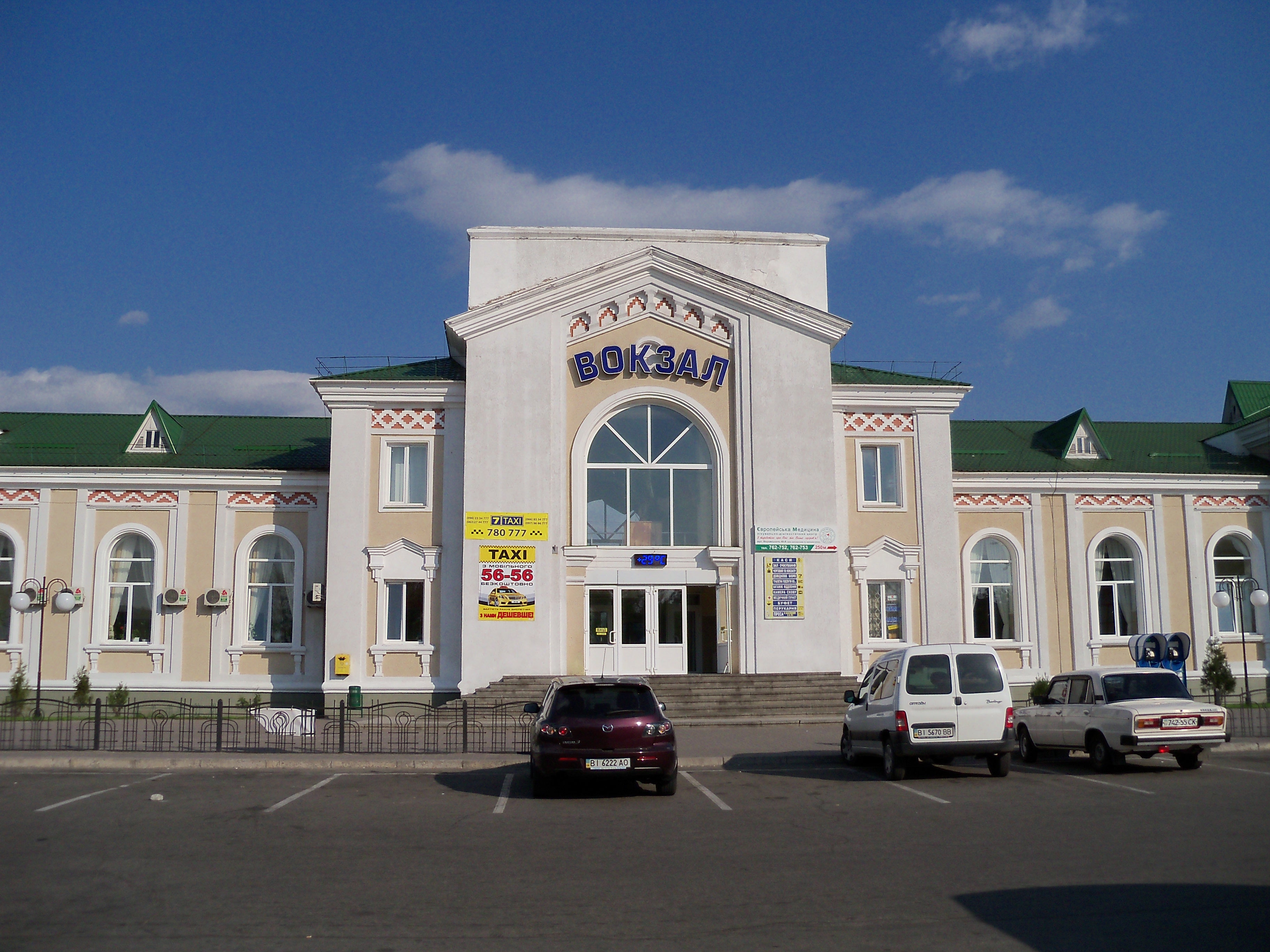
Estação Ferroviária